# Уэйт, Эдгар Равенсвуд
Эдгар Равенсвуд Уэйт (5 мая 1866 — 19 января 1928) — британский и австралийский биолог, зоолог, ихтиолог, орнитолог и герпетолог. Являлся участником ряда экспедиций, в том числе на антарктические острова в 1907 году и во внутренние районы Австралии. В 1926 посетил и изучил музеи Старого и Нового Света, а также побывал в Нью-Йорке. На Новой Гвинее заразился малярией и до конца жизни страдал от перенесенного заболевания. Уэйт занимал высокие академические посты, работал во многих музеях на протяжении жизни. Был весьма разносторонним человеком: кроме биологии, увлекался музыкой, фотографией, рисованием и лингвистикой. Использовал все полученные навыки в работе музейного куратора. Скончался во время научной конференции в Хобарте, оставив после себя вдову и сына. 
В честь учёного названа австралийская слепая змея Ramphotyphlops waitii.

## Научный вклад
Описал несколько видов рыб и рептилий. В 1898 опубликовал работу "Popular Account of Australian Snakes". В 1923 — большое описание австралийской ихтиофауны "The Fishes of South Australia". Работы по ихтиологии составляли примерно половину из 140 опубликованных научных работ Эдгара Уэйта. Эдгар Равенсвуд Уэйт являлся первым учёным в Австралии, дополняющим описания рыб детальными иллюстрациями.
Его главный вклад в австралийскую ихтиологию - «Рыбы Южной Австралии» (1923).